# L'Espluga Llonga
L'Espluga Llonga és un paratge del terme municipal de Conca de Dalt, a l'antic terme de Toralla i Serradell, al Pallars Jussà, en territori que havia estat del poble de Serradell.
Està situat al nord-est de Serradell, a l'extrem sud-occidental del Serrat del Ban, damunt i al nord de la llau de la Font, a ponent d'Espluguell.